# 1902 na Alemanha
Esta é uma cronologia dos fatos acontecimentos de ano 1902 na Alemanha.

## Eventos
- 27 de agosto: O rei Vítor Emanuel III da Itália faz uma vista de três dias à cidade alemã de Potsdam.
- 13 de dezembro: Os navios de guerra alemães e britânicos bombardeiam a fortaleza da cidade venezuelana de Puerto Cabello.[1][2]